# Parque de Can Rigal
El parque de Can Rigal se encuentra en el distrito de Les Corts de Barcelona. Fue inaugurado en 2012 con un proyecto desarrollado por el área metropolitana de Barcelona. Este parque fue concebido con criterios de autosuficiencia y sostenibilidad, una de las premisas básicas en la creación de áreas verdes en la ciudad condal en la actualidad, como los parques de la Primavera, de Torrent Maduixer y de Rieres d'Horta.
Su nombre hace referencia a Can Rigal, una antigua explotación agrícola dedicada a la viña, en cuyos terrenos se ubica la mayor parte del parque actual.

## Descripción
El área del parque está compartida por Barcelona y Hospitalet de Llobregat: en 2012 se inauguró la parte barcelonesa, de dos hectáreas, y queda pendiente la urbanización de la zona de Hospitalet, de seis hectáreas. Es un parque de diseño moderno, donde destacan unos grandes paneles solares que a la vez que producen energía sirven de elementos estéticos del conjunto, ya que tienen una apariencia casi escultórica. El parque tiene dos áreas diferenciadas: una zona de bosque mediterráneo con pinos y encinas, en consonancia con la cercana sierra de Collserola; y un prado con diversas plantaciones de formas geométricas pobladas de árboles caducifolios, donde se ubican también las zonas de juegos infantiles. Por su parte, un camino central presenta diversas áreas de descanso y parterres geométricos plantados con especies arbustivas y herbáceas, y las pérgolas con placas fotovoltaicas aportan sombra al paseo. El conjunto incluye un bar, un área para perros y un circuito de aparatos de gimnasia para la tercera edad. Para el diseño del parque se han tenido en cuenta criterios de sostenibilidad, especialmente en lo referente al alumbrado con energía solar, el uso de materiales reciclados, la selección de especies y el uso racionalizado del agua, que incluye un sistema de recogida y reciclaje de lluvias.